# Eldjigidei
Eljigidei Noyan en transcripció afrancesada Eldjigidei (mongol: ᠡᠯᠵᠢᠭᠲᠡᠢ ᠨᠣᠶᠠᠨ, + 1251) fou un general i governador mongol de les regions de l'Orient Mitjà (Pèrsia i Àsia Menor).
Sota el kan Ogodei fou kheshig (guàrdia imperial). Després de l'elecció de Güyük el 1246, va substituir Baiju (Baidju) que era un protegit de Batu Khan, com a general i governador de les regions del sud d'Àsia occidental i va sortir de Mongòlia el setembre de 1247 arribant a Talas l'abril del 1248, coincidint amb la mort de Güyük. Va arribar després al Khurasan (província mongola), i es va establir a Badghis (regió d'Herat). Se li suposen simpaties cristianes com al kan. Eljigidei va ordenar avançar cap a Síria, i va planejar també avançar cap a Bagdad, avanç que s'havia de fer idealment en combinació amb la Setena Croada de Lluís IX de França però per la mort de Guyuk es van posposar les operacions fins després del interregne. Eljigidei va escriure una carta des del seu campament al Khurasan. Sembla que tot i haver estat designat comandant mai va tenir el comandament efectiu per raó de les distàncies i els temps.
Després de l'elecció de Möngke, Eljigidei i els seus dos fills van ser implicats en una conspiració per declarar la elecció invalidada. Encara que probablement inocent, Eljigidei fou arrestat i executat el hivern del 1251 al 1252. Després d'això Baiju Noyan va retornar al comandament de la regió.